# 万善乡
万善乡，是中华人民共和国山東省聊城市冠县下辖的一个乡镇级行政单位。

## 行政区划
万善乡下辖以下地区：
大万善村、宋村、前万善村、万善屯村、葫芦营村、段辛庄村、西北召村、刘召村、东北召村、东召村、召村铺村、西元坊村、东元坊村、前元坊村、西贾村、东贾村、王王段村、孝子哭村、崔王段村、前庄子村、张王段村、马王段村、南王段村、南马固村、东马固村、西马固村、后马固村、前田平村、后田平村、北田平村、水赞村和高王段村。